# Roberto Camacho Weberberg
Roberto Camacho Weverberg (Bogotá, 18 de abril de 1951-20 de noviembre de 2005) fue un abogado laboralista y político colombiano, miembro del Partido Conservador Colombiano, representante de la facción laureanoalvarista, y posteriormente militante del Movimiento de Salvación Nacional.
Desempeñó el cargo de concejal de Bogotá entre 1986 y 1990, y luego de Representante a la Cámara por Bogotá durante tres periodos consecutivos (1991-1994, 1994-1998, 1998-2002), y antes entre 1990 y 1991, estando presente en la comisión primera de la cámara. Fue uno de los artífices de la extradición de colombianos al exterior por delitos de narcotráfico, y extinción de dominio a sus propiedades.
Tomó las banderas de Álvaro Gómez Hurtado (de quien era discípulo) después de su asesinato en 1995, y llegó a ser uno de los conservadores más importantes del país. Murió a los 54 años en un accidente de helicóptero en noviembre de 2005, cuando se vehículo se estrelló por mal clima durante sus actos de campaña para llegar al senado de Colombia.

## Biografía
Roberto Camacho Weberberg nació en Bogotá, el 18 de abril de 1951, en el seno de una familia tradicional de la capital colombiana. Completó su bachillerato en la Escuela Militar de Cadetes y se graduó en Derecho en la Pontificia Universidad Javeriana, donde también se especializó en Derecho Laboral y Ciencias Socioeconómicas. En el año 2001, obtuvo el grado de Teniente de la Reserva del Ejército Nacional. 
Ocupó varios cargos destacados, incluyendo Director de la Administración Postal Nacional - Adpostal, Director de Acción Comunal de Cundinamarca y Director de Impuestos del Distrito Capital. Además, fue Secretario y Tesorero del Directorio Nacional Conservador, ejerció como abogado para la Cámara de Comercio de Bogotá y la Compañía de Seguros Bolívar, y también fue Jefe de Asuntos Laborales en la Gobernación de Cundinamarca. 
En el ámbito académico, se distinguió por su contribución como Primer Síndico y Vicepresidente del Consejo Directivo de la Universidad Sergio Arboleda, donde también fue profesor de Derecho Económico por más de quince años. Además, impartió clases de Derecho Administrativo en la Universidad Jorge Tadeo Lozano. Fue colaborador del periódico "El Siglo" y miembro de los Consejos Directivos de la Universidad Los Libertadores y del Gimnasio Los Caobos.

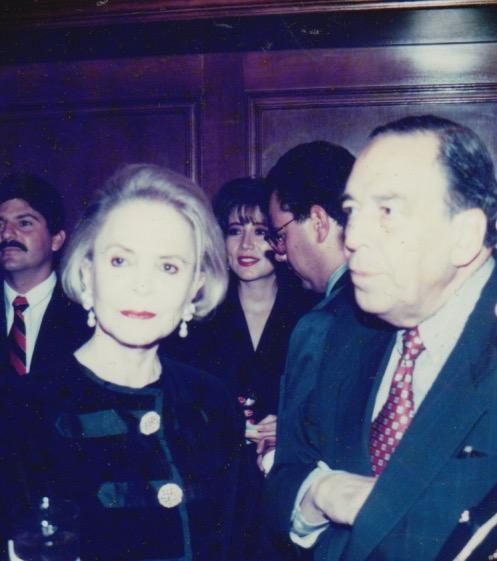
Su padrino político, Álvaro Gómez Hurtado y Olga Duque de Ospina, en un evento político.

Desde muy joven, Camacho se dedicó a la política bajo la guía de Álvaro Gómez Hurtado, fue concejal de Cota y de la Calera, representante a a la cámara como suplente de Daniel Mazuera como conservador y llegó a ser uno de los líderes más destacados de la bancada parlamentaria en la Primera Comisión. Era considerado uno de los legisladores más respetados, serios y responsables según Carlos Holguín.
En mayo de 1991, el sacerdote jesuita Gabriel Giraldo Zuluaga, junto con Roberto y un grupo de destacados abogados como Gustavo Eduardo Vergara Wiesner, Rodrigo Noguera Laborde, Gabriel Melo Guevara, Jaime Alberto Guzmán Vargas, Gladys Salazar de Hidalgo, Felipe Diago, Isabel Cristina Bettin y Alicia Martínez de Suárez, fundaron el Gimnasio Los Caobos. Este colegio, establecido en la localidad de Suba (Bogotá), es uno de los pocos colegios preparatorios en América Latina certificados con ISO 9000.
Roberto Camacho fue un conservador comprometido, con 20 años de trabajo al servicio del conservadurismo y de Colombia. Se destacó como un orador juicioso sobre temas nacionales como la reforma política, la extradición, la Ley de Justicia y Paz y el estatuto antiterrorista. Enrique Gómez Hurtado, senador de la comisión segunda y miembro del Movimiento Salvación Nacional en ese momento, dijo que "era un hombre brillante, conversador y culto, enterado de todo, de mente despierta y buenos amigos, que se paseaba bien por cualquier parte".
Catorce años después de su muerte a causa de un accidente en helicóptero, su hijo Juan Pablo Camacho fue candidato al concejo de Bogotá por el Centro Democrático.

## Familia
Roberto era miembro de la aristocracia colombiana, emparentado con diversos personajes de renombre en la historia política y militar de su país. Sus padres eran el oficial colombiano del ejército Alberto Camacho Leyva y la belga Ghislaine Weverberg Robyns, siendo el mayor entre sus hermanos Ghislaine, Ivonne, Rosa y Javier Camacho Weverberg.

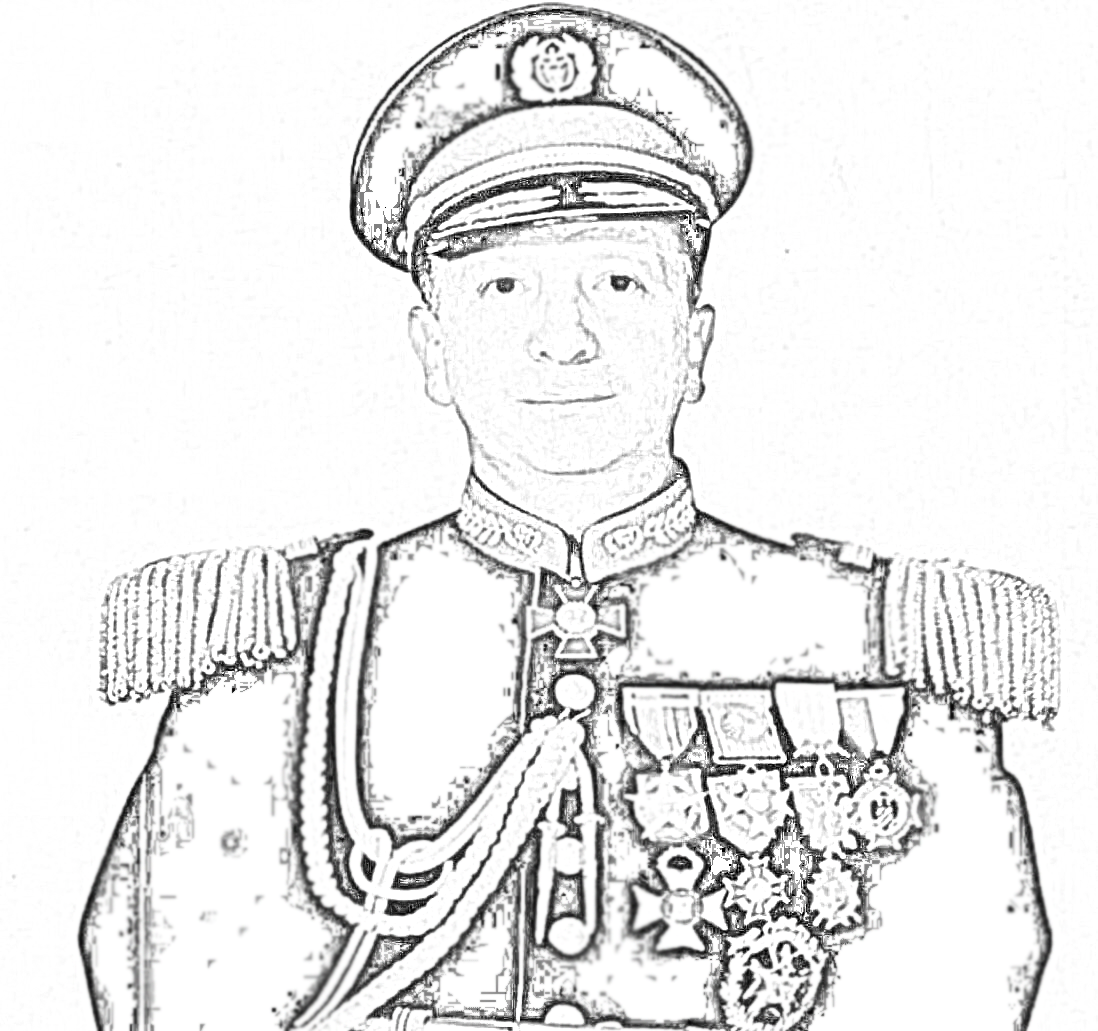
Su tío, el general Bernardo Camacho Leyva.

Su padre, oficial del ejército, era parte de una dinastía de militares y policías de gran prestigio en su país, siendo hijo del abogado Alberto Camacho Torrijos y Rosa Leyva Camacho, parientes entre sí. Sus hermanos eran los generales Luis Carlos (exministro de Defensa entre 1978 y 1982) y Bernardo Camacho Leyva (exdirector de la policía entre 1965 y 1971).
Su tío Bernardo era padre del dirigiente deportivo Enrique Camacho Matamoros (actual presidente del equipo Millonarios FC), mientras que su tía Beatriz se casó con el oficial Gustavo Matamoros D'Costa (hijo a su vez del oficial Gustavo Matamoros León), siendo madre del oficial y jinete deportivo Gustavo Matamoros Camacho.

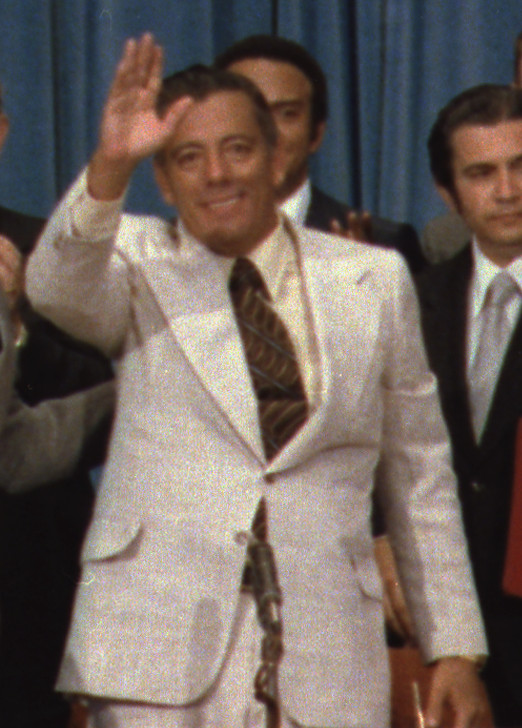
Omar Torrijos, expresidente de Panamá, pariente lejano de su abuelo paterno.

Por otras parte, por su abuela paterna, Camacho estaba emparentado con el educador colombiano José María Torrijos Rada, quien fue el padre del oficial panameño y expresidente de ese país Omar Torrijos Herrera. También era sobrino bisnieto del político y abogado José Joaquín Camacho y Rodríguez de Lago, triunviro presidente de la Nueva Granada, de 1814 a 1815. La sobrina de Joaquín, Juana Martínez y Camacho (tía abuela de su abuelo) se casó con Antonio Ricaurte Lozano, primo a su vez del expresidente Jorge Tadeo Lozano.
Además, su abuela era tataranieta del político Luis Caycedo y Flórez (exalcalde de Bogotá), hermano del sacerdote católico Fernando Caycedo Flórez (exarzobispo de Bogotá), y padre del expresidente de Colombia Domingo y de su hermano el exalcalde de Bogotá Fernando Caycedo y Sanz de Santamaría, cuyo cuñado, José Luciano D'Elhuyar y Bastida fue prócer de la independencia de Colombia. Por esa línea familiar, Roberto estaba emparentado con el político conservador Álvaro Leyva Durán, descendiente también de oficiales del ejército y la policía.

### Matrimonio y descendencia
Se casó con la abogada Lida Beatriz Salazar Moreno con quien fundó una familia con tres hijos Roberto, Juan Pablo y María José Camacho Salazar.

## Honores
- Sala de sesiones Roberto Camacho Weberberg, de la Comisión I de la Cámara de Representantes en el Congreso de la República de Colombia.
- Colegio Distrital San Cristóbal Norte Roberto Camacho.[15]
- Sala Roberto Camacho en el Directorio Nacional Conservador, en Bogotá, donde además se exhibe un retrato suyo.